# 헤라클레스 동굴
헤라클레스의 동굴은 모로코 스파르텔 곶에 위치한 고고학적 동굴 단지이다.

## 위치
탕헤르 서쪽으로 14 킬로미터 (9 mi) 떨어진 곳에 위치한 이 인기 있는 관광지는 모로코 국왕의 여름 궁전과 인접해 있다.

### 지형
이 동굴은 바다로 통하는 입구와 육지로 통하는 입구 두 개가 있다. 바다 입구는 "아프리카의 지도"로 알려져 있다. 페니키아인들이 바다에서 보면 아프리카 모양을 닮은 이 바다 입구를 만들었다고 믿어진다. 또한 벽에는 눈 모양의 흔적이 있는데, 이는 페니키아인들이 만들었다고 전해지며, 지역 지도를 형성한다고 한다.
동굴 자체는 부분적으로 자연적이며 부분적으로 인공적으로 만들어졌다. 인공 부분은 베르베르족이 벽에서 돌바퀴를 잘라내어 맷돌을 만드는 데 사용했으며, 이로 인해 동굴이 상당히 확장되었다.

## 전설

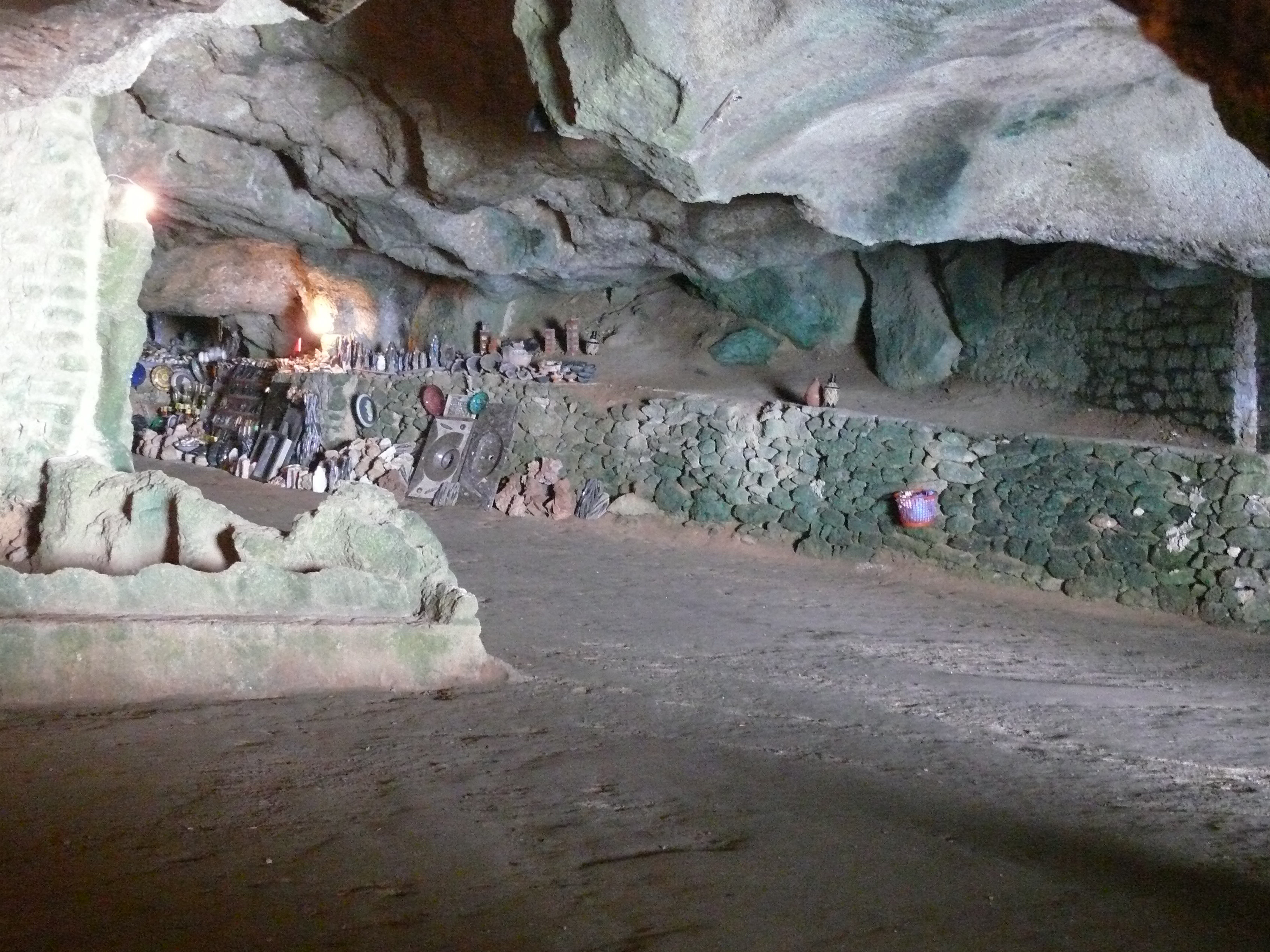
헤라클레스의 동굴

이 동굴은 오랫동안 바닥이 없는 것으로 여겨졌다. 이 동굴이 지브롤터 해협 아래를 지나 지브롤터의 세인트미카엘 동굴로 이어지는 24 킬로미터 (15 mi) 길이의 지하 레이 터널의 한쪽 끝이라고 믿어졌다. 전설에 따르면 바바리마카크는 이 길을 통해 모로코에서 지브롤터 바위로 왔다고 한다.
신화적 전통에 따르면 그리스 신화의 신 헤라클레스는 티린스의 에우리스테우스 왕이 그에게 준 12가지 과업 중 하나인 11번째 과업인 헤스페리데스 정원에서 황금 사과를 얻기 전에 이 동굴에 머물렀다고 한다. 일부 고대 그리스 문학 작가들은 이 정원이 근처 리수스 (라라슈의 도시 중 하나)에 위치했다고 말했다.
일부 로마 문헌에 따르면, 헤라클레스는 헤스페리데스의 정원으로 가는 길에 한때 아틀라스였던 산을 넘어야 했다. 헤라클레스는 거대한 산을 오르는 대신 초인적인 힘을 사용하여 산을 부숴버렸다. 그렇게 함으로써 그는 대서양과 지중해를 연결하고 지브롤터 해협을 형성했다. 분열된 산의 한 부분은 지브롤터이고 다른 부분은 세우타의 몬테 아초 또는 모로코의 제벨 무사 (고전 시대에는 몬스 아빌라로 알려짐)이다. 이 두 산은 이후 헤라클레스의 기둥으로 알려져 왔지만, 다른 자연 지형들도 그 이름과 연관되어 있다. 하지만 디오도로스 시켈로스는 지브롤터 해협을 만들기 위해 지협을 부수는 대신, 헤라클레스는 이미 존재하던 해협을 좁혀 대서양의 괴물들이 지중해로 들어오는 것을 막았다고 주장했다.
그리스 신화에 따르면 헤라클레스는 아틀라스에게 가서 아틀라스가 그의 딸들인 헤스페리데스의 정원에서 사과를 가져오는 동안 하늘을 받쳐주겠다고 제안했다. 이 정원은 또한 용 라돈이 지키고 있었다. 하지만 아틀라스는 사과를 가지고 돌아오자, 헤라클레스가 망토를 어깨에 받쳐댈 수 있도록 몇 분 동안만 하늘을 다시 들어달라고 부탁하는 척하며 헤라클레스를 영구히 하늘을 짊어지도록 속이려고 했다. 왜냐하면 의도적으로 짐을 짊어진 사람은 영원히, 또는 다른 사람이 가져갈 때까지 짊어져야 하기 때문이었다. 헤라클레스는 아틀라스가 돌아오지 않을 것이라고 의심하며, 아틀라스의 제안에 동의하는 척하고, 자신의 망토를 어깨에 받칠 수 있도록 아틀라스에게 잠시만 하늘을 다시 들어달라고 요청했다. 아틀라스가 사과를 내려놓고 다시 어깨에 하늘을 짊어지자, 헤라클레스는 사과를 들고 달아났다.

## 역사
기원전 6000년에 헤라클레스의 동굴은 신석기 시대 사람들에 의해 거주되었다.
1920년에 이 동굴은 대중에게 공식적으로 개방되었다. 1952년에는 국가지정문화재로 지정되었다. 1982년에는 동굴에 전등이 설치되었다.
1986년, 유명한 예술가이자 작가인 브리옹 지신의 유해가 이 동굴에 뿌려졌다.
1995년 10월 23일, 영국 록 그룹 데프 레퍼드는 이 동굴에서 콘서트를 열었으며 (런던과 캐나다 밴쿠버에서의 콘서트와 함께), 하루 만에 세 대륙에서 세 번의 콘서트를 개최한 최초의 록 그룹이 되었다. 이 업적은 기네스 세계 기록에 의해 인증되었다.
2003년 12월 20일, 인근 건설 공사로 인한 낙석 때문에 동굴이 대중에게 폐쇄되었고, 수리와 방문객 안전 확보가 필요했다. 2004년 1월에 동굴은 대중에게 다시 개방되었다. 2015년 10월, 모로코의 무함마드 6세 국왕의 의뢰로 진행된 리노베이션 후 동굴이 재개장했다.

## 같이 보기
- 헤라클레스의 동굴 (동음이의)
- 헤라클레스의 기둥